# Hadromys
A Hadromys az emlősök (Mammalia) osztályának a rágcsálók (Rodentia) rendjébe, ezen belül az egérfélék (Muridae) családjába tartozó nem.

## Rendszerezés
A nembe az alábbi 3 faj tartozik:
- Hadromys humei Thomas, 1886 - típusfaj
- Hadromys yunnanensis Yang & Wang, 1987 - korábban a Hadromys humei alfajának tekintették
- †Hadromys loujacobsi Musser, 1987